# Digimon (Anime)
Digimon (jap. デジモンアドベンチャー Dejimon Adobenchā), auch bekannt als Digimon Adventure, ist eine Anime-Fernsehserie aus dem Jahr 1999, die zum Digimon-Franchise gehört. Der Anime wurde vom Studio Tōei Animation produziert und in Japan und mehreren anderen Staaten im Fernsehen ausgestrahlt, darunter auch in Deutschland, Österreich und der Schweiz. Er lässt sich unter anderem in die Genre Shōnen, Abenteuer, Action und Science Fiction einordnen.
Das Konzept der Serie basiert auf dem 1997 erdachten Spiel Digimon. Dabei geht es um den Kampf zwischen verschiedenen Monstern. Die eigentliche Handlung wurde hingegen speziell für den Anime entwickelt und erst anschließend wiederum in nachfolgende Spiele übernommen. Der Kurzfilm Digimon Adventure, der die Vorgeschichte zur Serie erzählt, startete einen Tag vor der Serienpremiere in den japanischen Kinos. Die Serie Digimon 02 ist die direkte Fortsetzung zu Digimon und spielt drei Jahre nach den Ereignissen. Deren Handlung wird wiederum von der Filmreihe Digimon Adventure tri. fortgesetzt und mit dem Film Digimon Adventure: Last Evolution Kizuna inhaltlich abgeschlossen. Weitere Abenteuer sind in kurzen und mittellangen Filmen zu sehen, die parallel zu den beiden Serien veröffentlicht wurden. Der Abschlussfilm wurde mit fünf Kurzfilmen begleitet, die mit Crowdfunding finanziert wurden.
Mitte Januar 2020 erklärte Tōei Animation, dass es die Serie unter dem Titel Digimon Adventure: neu erzählen wolle. So solle sich die Handlung deutlich von der aus 1999 abheben, im Jahr 2020 angesiedelt sein und mit den gleichen Protagonisten dargestellt werden. Die Erstausstrahlung lief mit Unterbrechungen von April 2020 bis September 2021 auf Fuji TV.

## Grundsätzliches

### Welt
Die digitale Welt (Digiwelt) ist eine Parallelwelt, die unabhängig vom Internet aus Daten im Inneren der Kommunikationsnetzwerke der Erde entstanden ist und in der die Digimon, eine Art künstliche Lebensformen, zuhause sind. Viele Orte in der digitalen Welt sind nach Computerprogrammen und Hardware benannt, so heißen zwei bekannte Kontinente der Digiwelt „Folder“ und „Server“. Auf der „File-Insel“ befindet sich die Stadt des Ewigen Anfangs und von dort wird das Gefüge der Digiwelt zusammengehalten. Die nördlichen, südlichen, östlichen und westlichen Regionen der digitalen Welt werden von je einem von vier heiligen Tieren (四聖獣, Shiseijū) repräsentiert, also Digimon, die das Wohlergehen der Digiwelt sicherstellen.
Der Übergang organischen Lebens in die Digiwelt erfolgt vollständig. Das bedeutet, dass Körper und Geist sowie Kleidung und Gepäck – also alles, was am Körper getragen wird – aus der Menschenwelt und umgekehrt übertragen werden, sodass in der ausreisenden Welt nichts verbleibt. Dies gilt auch für die Digimon, die wie die Menschen sich in beiden Welten aufhalten können. Konsequenterweise bedeutet das Erleiden von Verletzungen oder der Tod, dass dies auch für die jeweils andere Welt gilt. Ein festes Schema zur Reise zwischen den Welten existiert nicht. Während der Handlung finden insgesamt sechs Übergänge statt, der nur einmal, und das durch ein Ritual, erzwungen wird.
Die Zeitverhältnisse sind bis zum Ende der Handlung zwischen der Menschen- und Digiwelt asynchron. Als Faustformel gilt, dass eine Minute in der Menschenwelt einem Tag in der Digiwelt entspricht. Umgekehrt vergehen bei einer Minute in der Digiwelt ca. 42 Millisekunden in der Menschenwelt. Entsprechend macht ein Tag in der Menschenwelt mehrere Jahre in der Digiwelt aus. Diese Asynchronität ist hervorgerufen durch das Digimon Apocalymon.

### Digimon und Technik
Obwohl Digimon durch digitale Ströme, das Internet und damit Elektrizität entstanden sind, weisen sie sonst alle Merkmale eines organischen Lebewesens auf; jedoch sind sie nicht in der Lage, sich fortzupflanzen. An der Evolutionstheorie orientierend ergeben sich für den Lebensweg der Digimon grobe Parallelen: Zwar altern Digimon nicht, bleiben aber, nachdem sie eine bestimmte Entwicklungsstufe erreicht haben, in der Regel auf dieser stehen und erweitern damit ihre Fähigkeiten und Stärke. Diese Entwicklungen strecken sich allerdings nicht über Generationen, sondern passieren durch sogenannte Digitationen (jap. 進化 Shinka) innerhalb eines Lebenszyklus. Als gesichert gilt, dass der Lebensweg eines Digimon in fast allen Fällen gleich verläuft, bis es die letzte Digitation vollendet hat. Allerdings gilt das nicht für jedes Digimon derselben Art, da nur eine vergleichsweise sehr geringe Zahl Digimon auf dem Baby-Level existieren. Beispielsweise kann ein Pabumon, aus dem ein Motimon und anschließend ein Tentomon – das Izzy begleitet – entsteht, einen völlig anderen Entwicklungsverlauf annehmen. Weiterhin ist es möglich, dass das Pabumon, das im Ultra-Level MegaKabuterimon annimmt, in seinen drei Leveln davor andere Digitationen als Izzys Digimon durchlaufen hat. Digitationen können auch erzwungen werden, was aber ausschließlich durch Technik möglich ist. Eine Digitation unter Zwang kann dazu führen, dass der vorgesehene Digitationsverlauf unterbrochen und so die Wahrscheinlichkeit stark erhöht wird, dass das betroffene Digimon eine bösartige Form annimmt.
Die folgenden annehmbaren Level sind:
1. Baby (幼年期 I, Yōnenki I, Baby I)
2. Ausbildung (幼年期 II, Yōnenki II, Baby II)
3. Rookie (成長期, Seichōki, Kind bzw. Wachstumsphase)
4. Champion (成熟期, Seijukuki, Erwachsen bzw. Reifephase)
5. Ultra (完全体, Kanzentai, Perfekt bzw. Vollkommen)
6. Mega (究極体, Kyūkyokutai, Ultimativ bzw. Final)

Ein durch Altersschwäche oder anderer anatomischer Gründe resultierender Tod von Digimon ist nicht bekannt. Es wird jedoch angedeutet, dass verschiedene Arten von Digimon durch die allgemeine Evolution ausgestorben seien und die Digiwelt hätten verlassen müssen in eine Sphäre der Ewigen Dunkelheit, in der sie weiter existieren. Ob dies für ausschließlich alle so betroffenen Digimon gilt, ist nicht geklärt. Neben dem Artensterben ist es ausschließlich möglich, einem Digimon schwere Gewalt anzutun, damit es stirbt. Solche Digimon lösen sich in Daten auf und sind damit indirekt unsterblich, da auch ihr Gedächtnis nicht gelöscht wird. Ihre Daten werden automatisch zur Stadt des Ewigen Anfangs überführt, materialisieren sich dort und wandeln sich in sogenannte Digieier um und werden nach einer nicht festgelegten Zeit wiedergeboren. Dies gilt allerdings nur für die in der Digiwelt gestorbenen Digimon. Lassen sie in der Menschenwelt ihr Leben, verbleiben ihre Seelen dort oder lösen sich unwiderruflich auf.
Weiterhin sind fast alle bekannten Digimon einem der Typen Datei, Serum, Virus zuordenbar. Auch angegeben ist der unbekannte Typus. Hierbei ist nicht geklärt, ob der Typus des Digimon entweder nicht bekannt ist oder sich tatsächlich keinem der drei zuordnen lässt. Dabei gelten Datei-Digimon meist neutral und Serum-Digimon grundsätzlich gutartig, während Virus-Digimon in der Regel als aggressiv und teils auch von Grund auf böse verstanden werden. Wie bereits beschrieben, können auch durch äußere Einflüsse die Charakter der Digimon manipuliert werden, sodass ihr Wesen sich zum Bösen wandelt.
Jeder der acht menschlichen Hauptcharaktere hat ein Digimon als Partner und besitzt ein Digivice, das dazu dient, dessen Gefühle auf den Digimon-Partner zu lenken. So digitieren die Partner-Digimon viel schneller als herkömmliche, allerdings können sie ihr Level nur für kurze Zeit halten, bevor sie wieder auf das Ausbildungs-, Rookie- oder Champion-Level zurückfallen. Im Verlauf der Serie führen die Digimon der Hauptcharaktere folgende Digitationen aus:
- Digitation (進化 Shinka, Evolution)

Bei der normalen Digitation steigt das Digimon vom Baby- zum Ausbildungs-, von diesem zum Rookie- oder von letzterem zum Champion-Level auf. Für die ersten beiden Digitationen spielen nur die Zeit und die körperliche Verfassung des Digimons eine Rolle. Um das Champion-Level zu erreichen, muss sich hingegen der menschliche Partner in Gefahr befinden oder beide müssen große Entschlossenheit besitzen.
- Ultra-Digitation (超進化 Chō Shinka, Super-Evolution)

Um vom Champion- auf das Ultra-Level digitieren zu können, benötigt das Digimon die Kraft eines Wappens, welche die Hauptcharaktere im Laufe der Serie finden und von denen je eines einem Digiritter zugeordnet ist. Außerdem muss das Gefühl, das das jeweilige Wappen symbolisiert, bei Mensch und Digimon sehr stark sein.
- Warp-Digitation (ワープ進化 Wāpu Shinka, Warp-Evolution)

Bei der Warp-Digitation vom Rookie- auf das Mega-Level werden das Champion- und das Ultra-Level übersprungen. Genau wie bei der Ultra-Digitation wird auch bei der Warp-Digitation ein Wappen benötigt. Allerdings muss zusätzlich eine alte Prophezeiung erfüllt werden, um dem Digimon die Warp-Digitation zu ermöglichen (s. Handlung). Später ersetzt diese Digitation bei den Charakteren, die sie durchführen können, zumeist die Ultra-Digitation.

### Vorgeschichte
Einige Jahre vor Beginn der Handlung tritt das bösartige Digimon Apocalymon von jenseits der Feuerwand (Firewall) in Erscheinung. Seine Anwesenheit gilt als so stark, dass das Gefüge der Digiwelt zum ersten Mal in seinen Grundfesten erschüttert worden ist. Die Zeit vergeht seitdem deutlich schneller als in der realen Welt. Die Digimon sind gemeinsam nicht in der Lage, sich Apocalymon zu stellen. Um den Feind zu besiegen, werden daher fünf Menschenkinder in die Digiwelt gebracht, die Digimon-Partner erhalten, sich Apocalymon stellen und es bezwingen. Nachdem die Macht der Finsternis besiegt worden ist, wird die Legende der Digiritter (選ばれし子供, Erabareshi Kodomo, Auserwählte Kinder) in der ganzen Digiwelt bekannt. Eine Weissagung verspricht seitdem, dass eine neue Generation auserwählter Kinder komme, wenn die Digiwelt sich wieder in Not befinde.
Im Jahre 1995 tauchten in Hikarigaoka, einem Stadtteil im Tokioter Bezirk Nerima, die zwei Digimon Greymon und Parrotmon auf. Beide kämpften auf offener Straße gegeneinander und verwüsten Teile des Viertels. Die Kinder, die die Schlacht damals miterlebten, wurden von der Digiwelt aus gesehen und deren körperliche Daten von einer unbekannten Aura – die sich erst später als Homeostasis herausstellt – erfasst. In der Hoffnung, die Prophezeiung würde sich erfüllen, schuf diese unbekannte Macht die Digivices und bereitete alles auf die Ankunft der Kinder vor.

## Handlung
Die erzählte Zeit sind die Tage vom 1. bis zum 3. August 1999 in der Menschenwelt. Die Kinder Tai Yagami, Matt Ishida, sein kleiner Bruder T.K. Takaishi, Sora Takenouchi, Izzy Izumi, Joe Kido und Mimi Tachikawa sind gemeinsam im Sommercamp. Auf der ganzen Welt herrschen in dieser Jahresmitte heftige Wetterextreme, von starken Schneefällen über starke Regenfälle bis hin zu großer Hitze. Plötzlich beginnt es auch im Sommercamp heftig zu schneien, vor den Kindern erscheinen Digivices und sie werden in die Digiwelt transportiert. Dort landen sie auf der File-Insel, wo jeder sein Partner-Digimon trifft. Kurz darauf werden sie von Kuwagamon, einem riesigen Käferdigimon, attackiert. Mit Hilfe der Digivices können sich ihre Partner-Digimon weiterentwickeln und den Feind besiegen. Sie erkunden gemeinsam die File-Insel und versuchen, einen Weg zurück in die Menschenwelt zu finden. Überall begegnen sie Digimon, die durch schwarze Zahnräder kontrolliert werden. Diese wurden von Devimon geschaffen, dessen Plan es ist, die gesamte Digiwelt zu übernehmen. Schließlich kann Devimon von der Weiterentwicklung von T.K.s Digimon (Patamon wird zu Angemon) besiegt werden, das daraufhin aber stirbt und wieder zu einem Digi-Ei wird.
Durch das Hologramm eines Greises namens Gennai erfahren die Digiritter, dass sie zum Kontinent Server aufbrechen sollen und die Digiwelt vom Bösen befreien müssen, wenn sie zurück in die Menschenwelt möchten. Auf Server angelangt treffen sie auf Etemon, ein Plüschaffen-Digimon, das die Digimon durch ein dunkles Netzwerk kontrollieren will. Sie finden zwar nach und nach ihre jeweiligen Wappen, allerdings schafft es nur Tai nach Überwindung seiner Ängste, seines einzusetzen. Nach dem Sieg über Etemon kehrt Tai ohne die anderen Digiritter in die Menschenwelt zurück, muss dort aber feststellen, dass Digimon überall in der realen Welt für Chaos sorgen. Also kehrt er wieder in die Digiwelt zurück. Durch die Zeitinkonsistenz zwischen den Welten sind dort aber bereits mehrere Wochen vergangen und seine Freunde haben sich, nachdem sie von DemiDevimon manipuliert worden sind, getrennt. Während er sie wieder vereint, schaffen es auch viele der anderen Kinder, ihre Wappen zu aktivieren.
Nun erfahren die Digiritter von Myotismon, dass es die Digiwelt und die Welt der Menschen vereinen, in Dunkelheit stürzen und regieren wolle. Als sie es in seinem Schloss stellen, reist es in die Welt der Menschen und die Digiritter folgen ihm. Nun gelingt auch den restlichen Digirittern, bis auf T.K., die Ultra-Digitation. Außerdem stößt Tais Schwester Kari Yagami als achter Digiritter zur Gruppe und mit ihr Gatomon, das zuvor ein Anhänger Myotismons war. Gemeinsam gelingt es ihnen, Myotismon zu besiegen. Allerdings wird dieses als VenomMyotismon direkt auf dem Mega-Level wiedergeboren. Nur durch die Erfüllung einer alten Prophezeiung, bei der Tai und Matt sich von den Digimon ihrer Geschwister (Angemon und Angewomon) mit himmlischen Pfeilen beschießen lassen müssen, gelingt beiden die Warp-Digitation und so der Sieg über VenomMyotismon. Auf einmal erscheint ein Riss am Himmel, durch den die Digiwelt zu sehen ist. Sie erkennen, dass dort etwas Schlimmes passiert sein muss, also kehren die Digiritter wieder in die Digiwelt zurück.
Der Riss wurde durch vier Mega-Level-Digimon verursacht, die die Digiwelt in den dort durch die Zeitinkonsistenz vergangenen Jahren erobert, zu großen Teilen zerstört und sich zum Ziel gesetzt haben, die Digiritter zu vernichten. Die Meister der Dunkelheit, MetalSeadramon, Puppetmon, Machinedramon und Piedmon, scheinen den Digirittern zunächst weit überlegen zu sein, mit vereinten Kräften können aber schließlich alle nacheinander besiegt werden.
Die Digiritter erfahren jedoch von Gennai, dass ihr eigentlicher Feind Apocalymon ist, ein ausgestoßenes Digimon, das sich an der Digiwelt und den Digirittern rächen will. Es vereint die Fähigkeiten aller besiegten Digimon in sich und schafft es, die Wappen der Kinder zu zerstören und diese und ihre Digimon in Daten zu verwandeln. Zusammen fassen sie aber neuen Mut und gewinnen ihren Kampfgeist zurück. Schließlich gelingt ihnen auch ohne die Wappen die Ultra- bzw. Warp-Digitation und sie besiegen Apocalymon. Als dieses zur letzten Attacke, einer gigantischen Explosion, ausholt, wenden sie mit ihren Digivices auch diese ab.
Im fast eine komplette Folge umfassenden Epilog reflektieren sie nacheinander ihre Erlebnisse und erkennen, wie sehr sie an ihren Aufgaben gewachsen sind. Allerdings können sie nicht in der Digiwelt bleiben, da die Zeit mit der der realen Welt nun wieder synchronisiert ist und sie in der neuen Digiwelt nicht mehr gebraucht werden. Also verabschieden sie sich und kehren ohne ihre Digimon in die reale Welt zurück. Zum Abschluss erklärt der Erzähler, dass es auch in Zukunft wieder Kinder geben könnte, die Abenteuer in der Digiwelt erleben werden.

## Protagonisten
Anmerkung: Die Altersangaben der deutschen Version sind teils widersprüchlich und wurden daher durch die originalen ersetzt. Die Namen der Digimon-Partner der Charaktere beziehen sich auf den des jeweiligen Rookie-Levels; bei Karis Gatomon ist es das Champion-Level.
Tai Yagami (八神太一, Yagami Taichi)
Der elfjährige Tai ist der Anführer der Digiritter und der große Bruder von Kari. Er ist mutig, entschlossen und will alles sofort anpacken, was ihn und die anderen Digiritter aber oft in missliche Lagen bringt. Sein Wappen ist das des Mutes und sein Digimon heißt Agumon.
Matt Ishida (石田ヤマト, Ishida Yamato)
Matt ist elf Jahre alt, zurückhaltend und immer besorgt um seinen Bruder T.K. Er streitet sich oft heftig mit Tai, wenn er nicht seiner Meinung ist. Matts Eltern sind geschieden, er lebt bei seinem Vater Hiroaki Ishida. Sein Digimon ist Gabumon, sein Wappen das der Freundschaft.
Sora Takenouchi (武之内空, Takenouchi Sora)
Die elfjährige Sora ist ein ausgelassenes Mädchen, das sich immer um das Wohl der anderen sorgt und gerne Fußball spielt. Das gesprächige Biyomon ist ihr Partner. Ihr Wappen ist das der Liebe.
Izzy Izumi (泉光子郎, Izumi Kōshirō)
Izzy ist trotz seines Alters von zehn Jahren der Denker der Gruppe. Er ist ruhig, schüchtern, sehr neugierig und hat immer seinen Laptop dabei, welchen er nutzt, um der Gruppe Informationen zu beschaffen. Seine leiblichen Eltern sind bei einem Unfall gestorben und er wurde später von Masami und Yoshi Izumi adoptiert. Sein Partnerdigimon ist Tentomon und sein Wappen das des Wissens.
Mimi Tachikawa (太刀川ミミ, Tachikawa Mimi)
Die zehnjährige Mimi ist einfühlsam und freundlich, aber oft auch hysterisch und leicht zu entmutigen. Ihr Digimon Palmon ist etwas erschlossener, aber ebenso einfühlsam wie sie. Ihr Wappen ist das der Aufrichtigkeit.
Joe Kido (城戸丈, Kido Jō)
Joe ist mit zwölf Jahren der Älteste der Kinder und deshalb vernünftiger und vorsichtiger als die anderen. Außerdem fühlt er sich für die anderen verantwortlich. Sein Partner Gomamon ist hingegen meist frech und vorlaut. Sein Wappen ist das der Zuverlässigkeit.
T.K. Takaishi (高石タケル, Takaishi Takeru)
T.K. ist mit acht Jahren das Nesthäkchen der Gruppe und der kleine Bruder von Matt. Er lebt in getrenntem Haushalt zu seinem Bruder und Vater bei seiner Mutter Natsuko Takaishi. Sein Digimon Patamon ist wie er recht kindisch und beide halten sich in Kämpfen eher zurück, treten aber immer dann in Erscheinung, wenn alles verloren scheint. Sein Wappen ist das der Hoffnung.
Kari Yagami (八神ヒカリ, Yagami Hikari)
Kari ist wie T.K. acht Jahre alt und die kleine Schwester von Tai. Sie stößt erst beim Kampf gegen Myotismon zur restlichen Gruppe. Ihr Digimon ist Gatomon, ihr Wappen das des Lichtes.

## Antagonisten
Die Digiritter treffen während der Handlung auf unterschiedliche Widersacher, die mit fortschreitender Erzählung immer stärker sind. Nicht alle arbeiten zusammen, verfolgen aber ähnliche Ziele, darunter stets die Unterjochung der Digiwelt und Tötung der Digiritter sowie ihrer Digimon.

### Devimon
Zu Beginn der Handlung landen die Digiritter auf der File-Insel, welche von dem Champion-Digimon Devimon (デビモン, Debimon) kontrolliert wird. Devimon bewohnt den dortigen Berg der Unendlichkeit, aus dessen Inneren es Schwarze Zahnräder auf die Insel und die umliegende See ausgibt, um anderen Digimon den freien Willen zu entziehen und sie bösartig werden zu lassen. Sein Ziel ist es, von der Insel aus auf andere Gebiete der Digiwelt zu expandieren. Devimons Hauptattacke ist die Todeskralle; es greift seine Gegner mit der Hand an und absorbiert ihre Energie.
Als Devimon die Anwesenheit der Digiritter vernimmt, treibt es verstärkt deren Tötung voran. Ihm gelingt es, das eigentlich gutartige Leomon ohne die Zahnräder seinem Willen zu beugen, sodass es immer wieder gegen die Digiritter und deren Digimon kämpft. Ihm zur Seite wird Ogremon gestellt, das Devimon ohne Manipulation hörig ist. Als die Digiritter den Berg hochsteigen, lockt Devimon sie in eine Falle, die allerdings frühzeitig auffliegt. Es gelingt Devimon durch die Zahnräder jedoch, die Insel in mehrere Teile zu brechen, welche von seinem Berg stetig abtreiben. Mit großer Mühe der Digiritter und anderen angefreundeten Digimon gelingt es, die Insel nacheinander wieder zusammenzuführen. Als sich die Digiritter erneut Devimon stellen wollen, absorbiert es seinen Verbündeten Ogremon und kann dadurch seine Körpergröße und Kraft enorm steigern. Obwohl selbst nur auf dem Champion-Level, ist es den entwickelten Digimon der Digiritter insgesamt überlegen. Erst die erstmalige Digitation von T.K.s Patamon zu Angemon kann Devimon töten, wobei Angemon jedoch seine ganze Kraft aufbringt und selbst stirbt. Während sich Devimon auflöst, offenbart es den Digirittern, dass noch weit stärkere Digimon fern des Meeres auf sie warteten.
Wie sich später herausstellt, hat Devimon die Amulette zu den Wappen der Digiritter, mit deren Hilfe ihre Digimon auf ein höheres Level digitieren können, unter dem Meer versteckt. Da die Amulette zuvor schon von den Meistern der Dunkelheit gestohlen worden sind, ist davon auszugehen, dass Devimon ihnen untergeben gewesen ist und in ihrem Auftrag gehandelt hat.

### Etemon
Nachdem die Digiritter den Kontinent Server erreicht haben, werden sie dort mit dem Ultra-Digimon Etemon (エテモン), welches sich selbst als König der Digimon bezeichnet und für den weltweit größten Musikkünstler hält, konfrontiert. Durch sein Dunkles Netzwerk ist es ihm gelungen, auf dem gesamten Kontinent Kabel zu verlegen und über alle relevanten Ereignisse Kenntnis zu haben. Mithilfe des Netzwerkes und unterstützt durch eine Menge Gazimon fährt Etemon mit einem Wagen, welcher von einem Monochromon gezogen wird. Etemons Hauptattacken sind das Dunkle Netzwerk – welches entweder ein zugezogenes Netz bildet, das Digimon Energie entzieht, oder wobei es eine Energiekugel auf seine Gegner wirft – und der Serenadenschocker, wobei es ein Lied anstimmt, das Digimon kampfunfähig werden lässt. Damit ist es der einzige Antagonist der Serie, dem zwei Hauptattacken zugeschrieben werden.
Etemon verkalkuliert sich beim Ankunftziel der Digiritter und muss zu deren Aufenthaltsort reisen. Es greift sie mit seinem Serenadenschocker an, jedoch können die Digiritter fliehen. In der Folge sucht es die Digiritter vergeblich. Da sein Netzwerk nur unzuverlässig funktioniert, vermutet es Datamon hinter den Störungen, welches es einige Zeit zuvor im Kampf besiegt und in einer Pyramide eingesperrt hat. Auch die Digiritter reisen zu der Pyramide, um ein Wappen zu finden. Dort kommt es zum Kampf. Nachdem Datamon befreit worden ist, kämpft es auch gegen Etemon, ist diesem jedoch unterlegen. So zerstört es seine Zentrale und gibt Etemon und sich in ein dunkles Netzwerk ab, welches Datamon zerstört, Etemon jedoch stärker macht. Mit der neuen Kraft greift Etemon die Digiritter an. So digitiert Tais Agumon auf das Ultra-Level zu MetalGreymon und zerstört Etemons neue Gestalt, welches in eine andere Dimension gezogen wird. Da es nicht mehr auftaucht, glauben die Digiritter, dass Etemon besiegt ist.

#### MetalEtemon
Tatsächlich ist Etemon mit dem Netzwerk in eine andere Dimension gezogen worden. Sein Körper wird dort unzählige Male zersetzt und wieder zusammengefügt. Nach einer Weile digitiert es auf das Mega-Level zu MetalEtemon (メタルエテモン, Metaruetemon). Sein Wesen ist durch die Digitationen nicht verändert worden, weiterhin ist es sehr extrovertiert und fühlt sich anderen gegenüber überlegen. Seine Haut ist mit Digi-Chromstahl überzogen, wodurch es mit physischen Angriffen, die mit anderen Materialien ausgeführt werden, nicht verwundet werden kann. Es ist getrieben von Rache auf die Digiritter, die es nun endgültig ausschalten will. Seine Hauptattacke ist die Bananenschale, mit der es eine Bananenschale vor seine Gegner wirft und diese ausrutschen. MetalEtemon ist mit sechs das Digimon mit den meisten namentlich individuell erwähnten Attacken in der Serie.
Während Mimi, Joe und Ogremon von Puppetmon bedroht werden, fällt MetalEtemon vom Himmel zurück auf die Digiwelt. Es gerät in Streit mit dem Meister der Dunkelheit, indem es sich über ihn lustig macht. Beide kämpfen miteinander und die Digiritter und Ogremon ergreifen die Flucht. Nach einer Weile bemerkt Puppetmon das Verschwinden der Digiritter, verliert das Interesse an MetalEtemon und kehrt ihm den Rücken zu. Es folgt der Gruppe und stellt diese in dem heruntergekommenen Restaurant, in dem Joe und Matt gearbeitet haben. Ihnen zur Seite kommt SaberLeomon, das auf das Mega-Level digitierte Leomon, allerdings wird es von MetalEtemon tödlich verletzt. Zudomon trifft MetalEtemons Körper mit seinem ebenfalls aus Digi-Chromstahl gefertigten Hammer, wodurch sein Körper splittert. SaberLeomon greift es daraufhin an und tötet seinen Gegner.

### Myotismon
Nachdem Tai in die Digiwelt zurückgekehrt ist und die sieben Digiritter wieder vereint sind, bekommen sie es mit Myotismon (ヴァンデモン, Vandemon) zu tun, einem Digimon auf dem Ultra-Level. Sein offensichtliches Ziel ist die Tötung des achten Digiritters, der bisher nicht mit den übrigen zusammen ist. Später offenbart es, die Menschenwelt in Dunkelheit zu tauchen und sie anschließend mit der Digiwelt zu vereinen, wodurch es für es einfacher werde, beide Welten zu beherrschen. Letztlich ist es Myotismon, das mit der Überführung seiner Armee aus der Digi- in die Menschenwelt dafür sorgt, dass der achte Digiritter und sein Digimon zusammengeführt werden. Myotismon zeichnet sich durch ein sehr kühles Wesen aus, es schläft in einem Sarg und lässt sich in einer Kutsche transportieren. Weiter ist es nachtaktiv und kann nicht in der direkten Sonne stehen, meidet diese und bewegt sich im Schatten. Des Nachts fährt es in Tokio umher und saugt das Blut von Frauen. Zum einen zeigt es sich insbesondere in seiner Zeit in der Menschenwelt äußerst grausam gegenüber seinen Untergebenen, so tötet es selbst drei dieser, als sie entweder von seinen Plänen ablassen oder von den Digirittern zum Guten bekehrt werden. Zum anderen verneint es einen Massenmord an den versammelten Bewohnern der Tokioter Vorstadt, als es diese zu Geiseln nimmt; dies widerspräche seinem „ästhetisch[en] Empfinden“. Seine Hauptattacke sind die Gruselflügel, bei der es eine Vielzahl Fledermäuse heraufbeschwört, die an seinen Gegnern nagen und diese auffressen können. Myotismon gilt für sein Level als außerordentlich stark. So ist es in der Lage, mindestens vier gleichzeitig ausgeführte Attacken von Ultra-Digimon schadlos abzuwehren, ist aber gegen Attacken, die auf der Kraft des Lichtes beruhen, äußerst anfällig.

#### VenomMyotismon
Nach dem scheinbaren Sieg der Digiritter über Myotismon gelingt es diesem – mit den übriggebliebenen Kräften seiner Untergebenen –, auf das Mega-Level zu VenomMyotismon (ヴェノムヴァンデモン, Venomuvandemon) zu digitieren. VenomMyotismon ist das erste Digimon der Serie, das auf dem Mega-Level gezeigt wird. Sein Erscheinen fußt auf einer Prophezeiung aus der Digiwelt, in der es u. a. heißt: „Am Anfang war der Himmel von Fledermäusen bedeckt. Und so riefen die Menschen nach dem König der Digimon. Als die Uhr zu gegebener Stunde die Zahl der Monster schlug, erschien seine erhabene Majestät.“ Dies bezieht sich zum Teil auf die Offenbarung des Johannes im Neuen Testament der Bibel, in der die Zahl des Tieres als 666 angegeben wird. Tatsächlich erwachen die zuvor von Myotismon zur Geisel genommenen Einwohner der Vorstadt aus der Bewusstlosigkeit und rufen nach einem erhabenen Meister. So erscheint um 18:06:06 Uhr eine um Weiten größere Gestalt an der Stelle, wo Myotismon besiegt worden ist. VenomMyotismon ist getrieben von tierischen Instinkten und dem Hunger nach weiterer Energie, wobei es taktisch nicht so versiert ist wie seine Ultra-Digitation, dies aber mit Stärke und Zerstörungswut ausgleicht; auch nimmt es keinerlei Rücksicht mehr auf seine Untergebenen. Seine Attacke ist die Giftinfusion, bei der es vollständig auflösende Strahlen aus seinen Augen an seinem Kopf oder im Bereich seines Beckens auswirft.
Auch nachdem die Digiritter VenomMyotismon besiegt haben, ist dieses nicht tot, sondern kann seine Daten in einen Menschen überführen, wie sich zum Ende der Serie Digimon 02 zeigt.

### Meister der Dunkelheit
Die Meister der Dunkelheit sind eine Gruppierung von vier Digimon auf dem Mega-Level, die insbesondere in der Zeit, als sich die Digiritter in der Menschenwelt gegen Myotismon behaupten müssen, die Digiwelt überfallen und unter sich aufteilen. Da sich die Digiritter mehr als zwei volle Tage in der Menschenwelt aufhalten, verfügen die Meister der Dunkelheit über mehrere Jahre Zeit, ihre Machenschaften durchzuführen. Obwohl sie erst im letzten Drittel der Handlung präsentiert werden, beherrschen sie das Geschehen schon vor der erstmaligen Ankunft der Digiritter in der Digiwelt: Sie überfallen ein von Gennai betriebenes Labor, in dem die Digieier sowie Digivices und Amulette der Digiritter lagern. So stehlen die Meister der Dunkelheit die Amulette und Gennai muss aus seinem Labor mit den Digieiern und Digivices fliehen. Nachdem die Digiritter Myotismon in die Welt der Menschen gefolgt sind, beginnen die Meister der Dunkelheit mit der Fragmentierung der Digiwelt: Sie lösen ganze Landstriche voneinander und bündeln sie in neue Gebiete, die am Spiralberg hochgezogen werden; nur wenige Bereiche verbleiben in der restlichen Welt. In letzter Konsequenz verbinden sie die Digi- und Menschenwelt insofern miteinander, dass über den Himmel die jeweils andere Welt sichtbar ist, wodurch alle Menschen die Geschehnisse in der Digiwelt erstmals beobachten können. Jeder Meister der Dunkelheit kontrolliert eines der am Spiralberg hochgezogenen Gebiete: Meer, Wald, Stadt und Dunkelheit. Jedes dieser Gebiete ist zwar weitestgehend homogen, kann allerdings von einem anderen aus, sofern sie sich direkt gegenüberliegen, unmittelbar betreten werden, es existieren keinerlei künstliche Grenzen. Des Weiteren ist der Spiralberg nach seiner Bildung auch ohne die hochgezogenen Gebiete in der Lage, seine Statik zu halten. Jedes der vier Gebiete ist an das jeweilige Leben eines Meisters der Dunkelheit gebunden: Stirbt er, wird es vom Spiralberg gelöst und an die Digiwelt zurückgegeben. Da die Stadt des Ewigen Anfangs, welche in das Gebiet der Dunkelheit fällt, verwüstet worden ist, können verstorbene Digimon nicht als Eier wiedergeboren werden; ihre Daten werden an der Spitze des Spiralberges gebündelt. Dort beziehen die Meister der Dunkelheit auch ihr Hauptquartier und gewinnen von dort aus Einblicke in die Welt der Menschen. Die Meister der Dunkelheit sind MetalSeadramon, Puppetmon, Machinedramon und Piedmon. Obwohl keine formelle Hierarchie innerhalb der Gruppe existiert, führt Piedmon diese als Sprecher de facto an. MetalSeadramon (mit dem Typus Datei) ist das einzige Digimon der Vereinigung, das nicht vom Typus Virus ist. Sie alle gelten als äußerst herrschsüchtig und dulden keinen Widerspruch. Jeder von ihnen gebietet über eine Armee loyaler Digimon, die ihre Machtposition in den Gebieten sichert, wodurch Widerstand gegen die Machtstrukturen nur im Untergrund betrieben wird.
Erstmals treffen die Digiritter nach ihrer Rückkehr aus der Menschenwelt auf die Meister der Dunkelheit. Ihnen ist zuerst nicht bewusst, wie stark ihre neuen Gegner sind, und sie werden von jeweils einem der Meister der Dunkelheit zurückgeworfen. Als sie auf den vierten, Piedmon, treffen, versuchen sich WarGreymon und MetalGarurumon im Kampf, sind aber ebenfalls unterlegen; Piedmon behauptet hierbei, die Meister der Dunkelheit verfügten über sehr viel mehr Erfahrung auf dem Mega-Level im Gegensatz zu den beiden Digimon, die erst zum zweiten Mal auf diesem Level kämpften. Daraufhin bedroht Piedmon die Digirittern mit dem Tod. Ihnen zur Hilfe kommen Chipmon und Piximon, die beide ihr Leben lassen. Zuvor hat Letzteres dafür gesorgt, dass die Digiritter mit ihren Digimon sicher zum Fuße des Spiralberges gebracht werden. Anschließend arbeiten die Meister der Dunkelheit nicht wieder zusammen.

#### MetalSeadramon
Nachdem sie die neue Situation in der Digiwelt im Grundsatz verstanden zu haben scheinen, treffen die Digiritter zuallererst auf MetalSeadramon (メタルシードラモン, Metarushīdoramon). Es zeigt sich selbstbewusst und führungsstark; dabei belohnt es seine Untergebenen bei guter Arbeit und bestraft sie bei Versagen hart. MetalSeadramon herrscht über das Gebiet des Meeres, worin zudem Küsten- und Strandgebiete gebündelt sind. Sein Körper ist überzogen mit Digi-Chromstahl, wodurch es mit physischen Angriffen, die mit anderen Materialien ausgeführt werden, nicht verwundet werden kann. Ihm untersteht die Deep-Server-Armee, welche – wie es selbst – aus Digimon des Typus Datei besteht, die entweder in Wasser- oder Sandgebieten beheimatet sind. Warum MetalSeadramon als einziges Digimon, das nicht vom Typus Virus ist, zu den Meistern der Dunkelheit gehört, ist nicht erklärt. Seine Hauptattacke ist der Powerfluss, bei dem es einen Energiestrahl aus einer Öffnung an seinem Kopf abgibt.
Nach der Flucht der Digirittern vor den Meistern der Dunkelheit gelangen sie zuerst in das Gebiet des Meeres. MetalSeadramon ergreift die Initiative und lässt seinen Untergebenen Scorpiomon eine Falle stellen, die die Digiritter und ihre Digimon in ein Haus locken und einsperren soll, um sie anschließend zu verbrennen. Dies gelingt nur zum Teil, Joey und Mimi mit ihren Digimon entgehen der Aktion. MetalSeadramon weist Scorpiomon an, sich um die verbliebenen Digiritter zu kümmern, dieses scheitert allerdings. Stattdessen können die anderen Digiritter rechtzeitig aus dem angezündeten Haus flüchten. MetalSeadramon stellt sie anschließend auf offener See. Den Digirittern zur Hilfe kommt Whamon, das MetalSeadramon zurückschlagen und mit den Digirittern entkommen kann. Auf ihrer Flucht werden sie von mehreren Divermon verfolgt, die Whamon allerdings in der Tiefsee größtenteils unschädlich machen kann; einzig MetalSeadramon kann ihm folgen. Im anschließenden Kampf stellt sich WarGreymon dem Meister der Dunkelheit. Die Digiritter haben zuvor erfahren, dass dessen Megakralle durch den Digi-Chromstahl auf MetalSeadramons Körper schneiden könne. Allerdings verlagert MetalSeadramon den Kampf unter Wasser, wodurch WarGreymon zu unterliegen droht. Whamon kommt WarGreymon zur Hilfe, wird allerdings durch den Meister der Dunkelheit tödlich verletzt. WarGreymon nimmt durch die Ablenkung seine Chance wahr und führt seine Megakralle aus, die MetalSeadramon nicht mehr abwehren kann und die sich durch seinen ganzen Körper bohrt, wodurch es stirbt.

#### Puppetmon
Obwohl die Digiritter erst als drittes auf Puppetmon (ピノッキモン, Pinokkimon) treffen, ist dieses der zweite Meister der Dunkelheit, dem sie sich auf dem Spiralberg stellen müssen. Puppetmon verfügt über einen kindlichen und undankbaren Charakter bei ausbleibender Intelligenz. So duldet es keinen Widerspruch und bestraft diesen sowie von ihm wahrgenommene Lügen meistens mit dem Tod. Daneben sucht es sich Spielkameraden für Situationen, bei denen es gezielt in Kauf nimmt, dass diese dabei ihr Leben lassen; so möchte offensichtlich auch niemand mit ihm befreundet sein. In seinem Haus kann es über einen Fernseher die meisten Bewegungen in seinem Gebiet beobachten und mittels einer Fernbedienung Teile dieses verschieben. Mithilfe von Fäden kann es andere Digimon kontrollieren und sie seinen Willen unterwerfen. Es herrscht über das Gebiet des Waldes, das insbesondere Laubwälder und Dschungel enthält. Die Gruppierung seiner Armee führt offiziell keinen Namen, ihr gehören hauptsächlich pflanzen- und tierähnliche Digimon an. Seine Hauptattacke ist der Puppenhammer, wobei es mit einem Hammer entweder auf den Boden schlägt und eine Energiewelle freisetzt oder den Hammer hält und aus diesem Energiefragmente auf seine Gegner abgibt.
Sein Untergebener Cherrymon offenbart ihm, dass er eine Schwäche hat, die es den Digirittern ermöglicht, ihn zu besiegen. Davon beleidigt, tötet Puppetmon seinen Anhänger. Im Kampf mit den Digirittern wird Puppetmon von MetalGarurumon getötet. Kurz zuvor erinnert es sich an die Worte von Cherrymon. Seine große Schwäche sei, dass er keine wahren Freunde habe.

#### Machinedramon
Der zweite Meister der Dunkelheit, dem die Digiritter begegnen, ist Machinedramon (ムゲンドラモン, Mugendoramon). Es verfügt über einen kühlen Charakter und ist taktisch versiert. Piedmon bezeichnet es als „eine perfekte Maschine ohne Gefühle“, die „nur für die Zerstörung [ihrer] Gegner“ lebe. Machinedramon leitet die Große Imperiale Metallarmee, der größtenteils maschinenähnliche Digimon angehören, aber auch einige des Typus Virus. Sein beherrschtes Gebiet ist das der Städte, dem beinah alle urbanen Gebiete der Digiwelt sowie befestigte Straßen angehören. Des Weiteren verfügt es über einen Stützpunkt in einem Ballungsgebiet, welches eine leere Stadt, die aus mehreren Metropolen der Menschenwelt zusammengesetzt ist (darunter New York City, Paris und Rom), darstellt. Diese Stadt verfügt ebenfalls über einen ausgebauten Untergrund, in dem u. a. Numemon für die Energiesicherung eingesetzt werden. Seine Hauptattacke ist die Gigakanone, bei der es Energie aus den zwei Kanonen auf seinem Rücken abfeuert.
Für die erkrankte Kari suchen Tai und Izzy nach einem Medikament in Machinedramons Stützpunkt. Um ein solches Mittel zu finden, loggt sich Izzy über seinen Laptop mehrmals in das Netzwerk der Stadt ein und sucht nach Krankenhäusern und Apotheken, wodurch Machinedramon Notiz von der Anwesenheit der Digiritter nimmt. So schickt es seine Soldaten zu den möglichen Orten und es kommt zu Kämpfen. Izzy erkennt mit der Zeit, dass sie so jederzeit ausgemacht werden können. Er schafft es, das System zu täuschen, wodurch Machinedramon die Zerstörung der gesamten Stadt anordnet. Zwar entkommen alle Digiritter dem Inferno, allerdings kann Machinedramon sie ausfindig machen und in ein Hochhaus scheuchen, das es zum Einsturz bringt. Dadurch fallen die Digiritter in die Unterwelt des Stützpunktes. Sora, T.K. und die geschwächte Kari müssen sich dabei gegen WaruMonzaemon behaupten, das etliche Numemon zum Antrieb der Energieversorgung der Stadt missbraucht. Die Digiritter befreien die Numemon und besiegen WaruMonzaemon, das sich an Machinedramon wendet, ihm zu helfen; allerdings tötet Machinedramon es ob seiner angeblichen Nutzlosigkeit. Kurz darauf kommt es zur Wiedervereinigung der getrennten Digiritter, was allerdings auch den Meister der Dunkelheit zu ihnen führt. Die meisten Digiritter sowie das dazugekommene Andromon stellen sich ihm entgegen, werden aber nacheinander von Machinedramon besiegt. Daraufhin kommen den Digiritter die zuvor geretteten Numemon zur Hilfe, die Machinedramon angreifen, aber sofort getötet werden. Kari fällt aufgrund dessen in Ohnmacht, spendet aber Tais Agumon die nötige Kraft, zu WarGreymon zu digitieren. Dieses greift Machinedramon an und es gelingt ihm, den Meister der Dunkelheit in mehrere Teile zu schneiden, wodurch er auseinanderfällt.

#### Piedmon
Piedmon (ピエモン, Piemon) gilt als der faktische Anführer und stärkste der Meister der Dunkelheit. Für seine drei Partner beobachtet es die Bewegungen der Digiritter in der Menschenwelt und koordiniert den Angriff auf diese nach deren Rückkehr. In der Digiwelt gilt es von allen Meistern der Dunkelheit als „am stärksten und am bösartigsten“; allerdings ist es auch der Einzige der Gruppierung, der keinen seiner Untergebenen tötet. Es gibt sich dominant, ruhig und zynisch. Piedmon beherrscht das Gebiet der Dunkelheit, welches neben einigen Gebirgszügen keine klare Struktur aufweist außer öde, brachliegende Landstriche, die in ein dunkles Grau getaucht sind; auch die Stadt des Ewigen Anfangs, welche zerstört worden ist und in der keine Digimon mehr wiedergeboren werden können, untersteht ihm. Gemäß allen Darstellungen des Spiralberges, solange er vollständig intakt ist, wird dieses Gebiet von den anderen drei überdeckt. Piedmon gebietet über die Armee der Alptraumsoldaten, zu der – soweit bekannt – nur Digimon des Typus Virus gehören. Während die anderen Meister der Dunkelheit gegen die Digiritter kämpfen, beobachtet Piedmon die Geschehnisse auf der Spitze des Spiralberges und wartet, bis die Digiritter diese erreicht haben. Damit ist es der einzige Meister der Dunkelheit, der sich den Digirittern nicht in seinem Territorium stellt. Piedmons Hauptattacke ist die Trumpfkarte, bei der es die vier Schwerter auf seinem Rücken auf seine Gegner schleudert.
Bisher auf der Spitze des Spiralberges wartend, nimmt Piedmon die Ankunft der Digiritter wahr und schickt LadyDevimon in den Kampf, das jedoch schnell besiegt wird. Schließlich begibt sich Piedmon selbst aus seinem Hauptquartier in den Kampf, wo es sich WarGreymon allein stellt. Schnell ist klar, dass Piedmon an Agilität und Kraft WarGreymon überlegen ist und kann es schwer verletzen und kampfunfähig machen. Als es sich den beiden verbliebenen Digirittern stellen will, kehren Matt sowie Joey, Sora und T.K. zurück, wobei es Matts Digimon gelingt, WarGreymon vollständig zu heilen und als MetalGarurumon in den Kampf gegen Piedmon einzusteigen. Gegen nun zwei Digimon auf dem Mega-Level kann sich Piedmon nur noch schwerlich behaupten. Als sich alle Digiritter entschließen, gemeinsam gegen Piedmon zu kämpfen, greift es zu einem weißen Seidentuch, mit dem es die beiden Mega-Level-Digimon und anschließend ihre Partner ver- und als wehrlose Schlüsselanhänger wieder enthüllt. Die Digiritter und ihre Digimon fliehen in das Hauptquartier der Meister der Dunkelheit; Piedmon folgt ihnen und verwandelt sie nacheinander ebenfalls in Schlüsselanhänger, bis einzig T.K., Patamon und Kari übrig bleiben. Auf einem Balkon und während die Digiritter an einem Seil zu fliehen versuchen, kämpft Angemon gegen Piedmon, wobei Angemon unterliegt, vom Balkon geworfen wird und zu Boden fällt. Piedmon schneidet schließlich auch das Seil durch, wodurch die Digiritter abstürzen. Im letzten Moment vor dem Aufprall gelingt Angemon die Ultra-Digitation zu MagnaAngemon, rettet die Digiritter und stellt sich Piedmon, das es zurückschlägt. Nachdem alle Digiritter und ihre Partner zurückverwandelt worden sind, kehrt Piedmon mit etlichen Vilemon zurück. Allerdings können weder diese noch Piedmon selbst sich den Digimon der Digiritter und deren dazugekommenen Verbündeten erwehren. MagnaAngemon ruft seine Attacke Himmelstor auf, die alle Vilemon in den Raum dahinter einschließt und begräbt. WarGreymon und MetalGarurumon greifen Piedmon ein letztes Mal an, wodurch es ebenfalls durch das Himmelstor fällt. Durch Piedmons Verbannung wird auch das letzte Gebiet des Spiralberges an die Digiwelt zurückgegeben.

### Apocalymon
Hinter den Machenschaften der Meister der Dunkelheit steckt Apocalymon (アポカリモン, Apokarimon), das die Gruppierung mit den Kräften ausgestattet hat, die die Neuordnung und Bündelung der Gebiete der Digiwelt ermöglichen. Es gehört zu jenen Digimon, die aufgrund der Digitationen anderer Digimon ausstarben, die Digiwelt verlassen mussten und in einem Raum, die Ewige Dunkelheit, hinter der Feuerwand verbannt wurden. Dort seien diese permanent Dunkelheit und Schmerz ausgesetzt, während die in der Digiwelt verbliebenen Digimon in besseren Verhältnissen hätten weiter existieren dürfen. Apocalymon ist aufgrund dieser Umstände schwer verbittert und sinnt auf Rache an den jetzigen Digirittern und ihren Digimon. Es hat sich zum Ziel gesetzt, die Digiwelt ins Chaos zu stürzen und für seine Leidensgenossen bewohnbar zu machen. Über Apocalymon heißt es, es könne „durch seine bloße Anwesenheit Störungen in der Welt“ erwirken und es sei nicht vollständig geklärt, ob es sich überhaupt um ein Digimon handele. Der größte Auswuchs dieser Störungen bilden die im Missverhältnis stehenden Zeitverläufe der Digi- und Menschenwelt, bei der eine vergangene Minute in der Menschenwelt einem ganzen Tag in der Digiwelt entspricht. So habe Apocalymon schon deutlich vor dem Eintreffen der jetzigen Digiritter in der Digiwelt gewütet und das Gefüge der Welt bereits einmal massiv gestört. Da die Digimon machtlos gegen es waren, wurden andere Digiritter gerufen, die Apocalymon und seine Schergen schließlich wieder aus der Digiwelt verbannten. Apocalymon befindet sich auf dem Mega-Level, sein Typus ist unbekannt. Seine Hauptattacke ist die Dunkle Zone, bei der es eine Formel aufsagt, jede Form von Struktur in Daten umwandeln und diese anschließend ins Nichts versetzen kann. Weiter hat Apocalymon durch seine acht Fangarme die Möglichkeit, auch die Attacken der bisherigen Antagonisten der Digiritter auszuführen, wodurch es das Digimon mit den meisten Fähigkeiten der Serie ist.

## Veröffentlichung
Die Fernsehserie zum 1997 erfundenen Franchise Digimon wurde vom japanischen Animationsstudio Tōei Animation produziert. Regie führte Hiroyuki Kakudou, das Charakter-Design stammt von Akiyoshi Hongo und Katsuyoshi Nakatsuru und künstlerische Leiter war Yoshito Watanabe. Der Anime lief in Japan vom 7. März 1999 bis zum 26. März 2000 Sonntagmorgens auf dem Sender Fuji TV. Digimon übernahm am 7. März 1999 den Sendeplatz der 1998er-Neuauflage des Animes Himitsu no Akko-chan und wurde am 2. April 2000 von der zweiten Serie Digimon 02 abgelöst. Ausgestrahlt wurden die 54 Episoden in Japan im NTSC-Standard. Die Serie wurde 2001 und 2002 in Japan von Tōei Video auf dreizehn VHS-Kassetten herausgebracht. Am 23. Juli 2004 folgte eine Veröffentlichung auf DVD als Staffelbox. Wegen der hohen Nachfrage wurde diese einmal am 20. Juli 2006 und nochmals am 21. Dezember 2007 wieder herausgebracht.
Bereits am 14. August 1999 wurde die Serie in den Vereinigten Staaten auf dem Kindersender Fox Kids ausgestrahlt. Auf Englisch folgten später Ausstrahlungen auf ABC Family, Toon Disney, YTV (Kanada), Animax Asia (Asien), Network Ten (Australien), ITV1 (Vereinigtes Königreich) und RTÉ (Irland). TF1, Jetix (Frankreich) und Teletoon (Kanada) strahlten die Serie auf Französisch aus.
Außerdem wurde der Anime in Lateinamerika, Portugal (Televisão Independente), Spanien (TVE-2), Italien (Rai Due) und den Niederlanden in Landessprache gesendet. Weitere Ausstrahlungen erfolgten in Serbien (Radio-Televizija Srbije), im Mittleren Osten (Spacetoon), Österreich, der Schweiz, Schweden (TV3), Finnland (Nelonen), Südkorea, Taiwan, Hongkong, Südafrika, Malaysia (Natseven TV Sdn Bhd), Indonesien (Indosiar), Thailand (MCOT) und auf den Philippinen (ABS-CBN).
In Deutschland startete Digimon am 14. August 2000 und lief Montag- bis Freitagnachmittag auf dem Privatsender RTL II. Bei der Erstausstrahlung wurden nur die ersten 52 Folgen gesendet. Abonnenten des Bezahlfernsehanbieters Premiere konnten auf dem Kindersender Fox Kids Germany die letzten zwei Episoden früher sehen, bevor diese am 25. Dezember 2000 im Rahmen des PokéMonster DigiAction X-MAS Spezials auch von RTL II ausgestrahlt wurden. Später verkaufte der Privatsender die Ausstrahlungsrechte an Tele 5. Gesendet wurde die Serie im PAL-Verfahren. Am 12. März 2001 erschienen die ersten neun Folgen der Serie in Deutschland mit einer FSK-Bewertung ab 6 auf VHS.
2016 veröffentlichte KSM Anime die komplette 54-teilige Staffel auf drei DVD-Boxen inklusive limitierten Sammelschuber. Die Disks bieten nur die deutsche Synchronfassung und als Extras verschiedene Trailer, Bildergalerien und Booklets; diese beinhalten den Episodenguide.
Am 27. September 2017 wurde bekannt, dass Tele 5 nach über sechs Jahren die Serie wieder im Free-TV ausstrahlen wird.
Am 21. Januar 2021 wurde die komplette Serie erstmals im Original mit deutschen Untertiteln auf Crunchyroll veröffentlicht. Die Untertitel weichen von der deutschen Synchronisation ab und halten sich an die etablierten Namen und Begriffe des Reboots Digimon Adventure:, das im Vorjahr bei Crunchyroll ebenfalls im OmU startete und sich näher an die Originalnamen und -begriffe hält.

### Veränderungen in den internationalen Ausstrahlungen
Die Serie wurde in vielen der Ausstrahlungsländer stark bearbeitet. Bei der US-amerikanischen Fassung wurden seitens des ehemaligen Synchronstudios Saban Entertainment viele der japanischen Namen anglisiert oder in westliche Spitznamen abgekürzt. Szenen, die entweder Gewalt enthalten oder als unbedeutend erscheinen, wurden geschnitten und Dialoge und Bezeichnungen verändert. Des Weiteren wurde die originale Hintergrundmusik entfernt und durch Eigenkompositionen ausgetauscht.
Bei der Umsetzung der deutschen Version orientierte man sich am japanischen Original. Hierbei wurden weder Dialoge noch Szenen gekürzt oder bearbeitet. Aus Vermarktungsgründen mussten jedoch die anglisierten Namen übernommen werden, welche vom Münchener Lizenzgeber CTM Concept - TV & Merchandising vorgegeben wurden.

### Synchronisation
Die deutsche Fassung der Fernsehserie wurde im Auftrag von RTL II von den Berliner Ateliers der MME Studios GmbH mit deutschsprachigen Dialogen versehen.
| Rolle (jp./dt.)                                     | Japanischer Sprecher (Seiyū) | Deutscher Sprecher       |
| --------------------------------------------------- | ---------------------------- | ------------------------ |
| Taichi Yagami / Tai Yagami                          | Toshiko Fujita               | Florian Knorn            |
| Yamato Ishida / Matt Ishida                         | Yūto Kazama                  | Robin Kahnmeyer          |
| Sora Takenouchi                                     | Yūko Mizutani                | Sonja Spuhl              |
| Kōshirō Izumi / Izzy Izumi                          | Umi Tenjin                   | Julia Blankenburg        |
| Mimi Tachikawa                                      | Ai Maeda                     | Giuliana Jakobeit        |
| Jō Kido / Joe Kido                                  | Masami Kikuchi               | Marius Clarén            |
| Takeru Takaishi / T.K. Takaishi                     | Hiroko Konishi               | Ilona Brokowski          |
| Hikari Yagami / Kari Yagami                         | Kae Araki                    | Marie-Luise Schramm      |
| Agumon                                              | Chika Sakamoto               | Gerald Schaale           |
| Gabumon                                             | Mayumi Yamaguchi             | Julien Haggége           |
| Piyomon / Biyomon                                   | Katori Shigematsu            | Daniela Reidies          |
| Tentomon                                            | Takahiro Sakurai             | Joachim Kaps             |
| Palmon                                              | Kinoko Yamada                | Gabriele Schramm-Philipp |
| Gomamon                                             | Junko Takeuchi               | Rainer Fritzsche         |
| Patamon                                             | Miwa Matsumoto               | Hans Hohlbein            |
| Tailmon / Gatomon                                   | Yuka Tokumitsu               | Katrin Zimmermann        |
| Gennai                                              | Jōji Yanami                  | Gerd Holtenau            |
| Devimon                                             | Kaneto Shiozawa              | Klaus-Dieter Klebsch     |
| Etemon / MetalEtemon                                | Yasunori Matsutani           | Tom Deininger            |
| Vamdemon / Myotismon VenomVamdemon / VenomMyotismon | Ryūzaburō Ōtomo              | Bernd Schramm            |
| MetalSeadramon                                      | Yūto Kazama                  | Jan Spitzer              |
| Pinnochimon / Puppetmon                             | Etsuko Kozakura              | Wanja Gerick             |
| MugenDramon / Machinedramon                         | Hisao Egawa                  | Tobias Kluckert          |
| Piemon / Piedmon                                    | Chikao Ōtsuka                | Walter Alich             |
| Apocalymon                                          | Chikao Ōtsuka                | Tilo Schmitz             |
| Erzähler                                            | Hiroaki Hirata               | Viktor Neumann           |

### Musik
Für den Vorspann der Serie wurde eine 98-sekündige Version des Vorspanntitels Butter-Fly von Kōji Wada produziert. Musik und Lyrik stammen von Ikō Chiwata.
Für die deutsche Umsetzung des Intros, das den Titel Leb deinen Traum trägt und von Frank Schindel interpretiert wurde, wurde die Musik des original japanischen Vorspanns übernommen. Den dazugehörigen Text schrieb Andy Knote.
Ebenso wurden für den Abspann zwei etwa 100-sekündige Versionen der Lieder, welche von Ai Maeda alias AiM gesungen werden, produziert. Diese sind I Wish und Keep On. I Wish wurde von Yoshihisa Shirakawa komponiert, den Liedtext schrieb Tokuko Miura. Die Musik zu Keep On stammt von Naoto Kine, der Text dazu von NK.

## Adaptionen

### Kinofilme
Tōei Animation produzierte zu der Serie zwei Kinofilme. Mamoru Hosoda fungierte in beiden Filmen als Regisseur. Beide Geschichten spielen im gleichen Universum der ersten zwei Digimon-Serien und sind handlungsabhängig.
Digimon
Im gleichnamigen ersten Film werden die Ereignisse in Hikarigaoka aufgegriffen, bei dem Tai und die anderen Digiritter 1995 das erste Mal mit Digimon Kontakt hatten. Der Film kam am 6. März 1999 in die japanischen Kinos.
Bokura no War Game!
Der zweite Film zur Serie spielt nach deren Ende und handelt von einem bösen Digimon, das ins Internet gerät und versucht, Atomraketen auf Japan zu zünden. Der Film kam am 4. März 2000 in die japanischen Kinos.

### Hörspiele
In Japan wurden ebenso vier Hörspiele auf CD veröffentlicht. Sie beinhalten Kurzgeschichten, welche sich auf die auserwählten Kinder beziehen. Sie werden von den jeweiligen Synchronsprechern, die eine Inszenierung durchspielen, erzählt.
Digimon Adventure Character Song + Mini Drama 2
Dieses Hörspiel (Code: NECA-30009) handelt von einem Liebesbrief, den Koushiro verfasst. Während des ganzen Stücks versuchen die anderen auserwählten Kinder und deren Digimonpartner herauszufinden, an wen dieses Schreiben adressiert ist. Mimi, Sora und Hikari sind neugierig und streiten sich sogar darüber, ob Koushiro den Brief an sie richtet. Die Geschichte besteht aus den drei Teilen Kōshirō, Ai no Yukue Fumei, Mimi, Jiishiki Kajou de Sekai Seifuku und Hikari, Kyojaku Taishitsu!.
Digimon Adventure Original Story 2nen han no Kyuuka
Dieses Hörspiel (Code: NECA-30081) richtet sich auf die zweieinhalb Jahre zwischen Digimon und Digimon 02. Die CD enthält Kurzgeschichten zu den Charakteren.
In 1999nen 11gatsu Whistle öffnet sich ein digitales Tor und ermöglicht Tai, sich kurz mit Agumon in Verbindung zu setzen. Der Schall der Trillerpfeife, welches seine Schwester mit Tailmon in der digitalen Welt zurückgelassen hat, hat ihn darauf aufmerksam hingewiesen, das Tor zu öffnen.
In 2000nen 5gatsu Denwa vertraut sich Jō seinem ältesten Bruder Shin mit der Tatsache an, er wolle schließlich doch Arzt werden, weil er den Wunsch verspüre, etwas gegen das Leiden zu unternehmen, das er in der Digiwelt gesehen habe.
In 2000nen 10gatsu Chichi e no Tegami schreibt Sora über Jōs zweitältesten Bruder Shuu, der vorher Medizin studiert und nun beschlossen hat, am Mythologie-Unterricht ihres Vaters, Professor Haruhiko Takenouchi, teilzunehmen. Außerdem schreibt sie, dass ihre Mutter ihr das Tennisspielen beibringe und sie bald einen Ausflug nach Kyoto unternehmen werde.
In 2001nen 4gatsu Chat führen Kōshirō und Gennai per E-Mail miteinander ein Gespräch. Dabei macht er eine Anmerkung auf Gennais „Verjüngung“ und erläutert, dass es rund um die Welt noch mehr auserwählte Kinder gebe. Zusätzlich möchte er wissen, wie die Schlacht zwischen Greymon und Parrotmon im Jahr 1995 hervorgerufen worden ist.
In 2001nen 9gatsu Video Mail ist Mimi kürzlich nach New York umgezogen. Sie berichtet sehr ausführlich über ihre Erfahrungen bezüglich der Terroranschläge am 11. September 2001, und dass sie auf weitere Auserkorene gestoßen sei, die geholfen hätten, den Schotter zu beseitigen. Außerdem fragt sie sich, ob es vor der Erschaffung des Computernetzwerkes schon Digimon gegeben habe.
In 2002nen 3gatsu Bass o Hiki Nagara scheint Yamato ein Telefongespräch mit seinem Vater zu führen, während er den E-Bass übt. Er erfährt, sein Vater habe früher in einer Band gespielt und erzählt, dass Takeru und seine Mutter bald nach Odaiba umziehen würden. Außerdem erwähnt Yamato, dass die Videoaufzeichnungen über die Vorfälle bezüglich der Digimon anscheinend gelöscht worden seien.

### Soundtracks
In Japan erschienen am 23. Juli 1999 und 4. Februar 2000 die zwei Soundtrack-CDs Digimon Adventure Uta to Ongaku Shuu Ver.1 (Code: NECA-30001) und Digimon Adventure Uta to Ongaku Shuu Ver.2 (Code: NECA-30018), welche die Hintergrundmusik aus der Fernsehserie enthalten. Darüber hinaus gibt es auch von den Seiyū gesungene Charakter-Songs, die neben den Vor- und Abspännen des Animes als Alben und Single-CDs verkauft werden. Im deutschsprachigen Raum erschien eine Soundtrack-CD Digimon – TV-Soundtrack Vol. 1. Dieses am 10. November 2000 veröffentlichte Alben beinhaltet auch einige eigens produzierte Lieder und wurde durch CTM Concept - TV & Merchandising lizenziert und von BMG Ariola, heute Sony-Music, vertrieben. Produzent der Stücke ist Arts of Toyco.

### Romane
Unter dem Label Super Dash Bunko publizierte der japanische Verlag Shūeisha zwischen April und Juli 2001 drei Romane zur Serie, die vom Regisseur Hiroyuki Kakudou und vom Drehbuchautor Hiro Masaki geschrieben wurden. Im Gegensatz zum Anime werden darin die Gedanken der Charaktere, deren Hintergründe und andere Details ausführlich erzählt. Die Reihe läuft unter dem Titel Shousetsu DIGIMON ADVENTURE (小説 デジモンアドベンチャー). Die Titel der drei Romane sind Ima, Bouken ga Hajimaru (いま、冒険がはじまる), 8 Ninme no Erabareshi Kodomo (8人目の選ばれし子ども) und Bouken wa Mada Owaranai (冒険はまだ終わらない).

### Manhua
Yuen Wong Yu zeichnete eine Manhua-Adaption zur Fernsehserie. Die Reihe umfasst fünf Bände. Die Geschichten sind im Vergleich zum Anime allerdings stark verkürzt, obwohl Ereignisse in seltenen Fällen anders ausgehen.
Der Hongkonger Verlag Rightman Publishing veröffentlichte im Jahr 2001 alle fünf Sammelbände auf Kantonesisch in traditionellen chinesischen Schriftzeichen.
Die erste englischsprachige Fassung wurde von Chuang Yi Publishing, dessen Sitz in Singapur liegt, für den südostasiatischen Raum publiziert.
Der US-amerikanische Verlag Tokyopop brachte ihre von Lianne Sentar übersetzte englische Version 2003 auf dem nordamerikanischen Markt heraus.